# Лаврентьевская летопись
Лавре́нтьевская ле́топись — одна из древнейших сохранившихся русских летописей, созданная в XIV веке. Известна в единственном пергаменном списке 1377 года, написанном монахом Лаврентием по заказу великого князя Суздальско-Нижегородского Дмитрия Константиновича. Доведена до 1305 года. В начальной части содержит «Повесть временных лет», наиболее раннюю известную русскую летопись, в редакции игумена Сильвестра.
Рукопись хранится в Российской национальной библиотеке в Санкт-Петербурге, под номером F.IV.2. Название летопись получила по имени монаха Лаврентия, указанного как написавшего данную книгу в колофоне.
Лаврентьевская летопись оказала влияние и на позднейшие летописи — Троицкую, Новгородско-Софийский свод и др.

## История нахождения и публикации
Не позднее конца XVI века и до начала XVIII века Лаврентьевская летопись хранилась в Рождественском монастыре города Владимира. Затем рукопись попала в частную коллекцию. В 1792 году она была куплена графом Мусиным-Пушкиным (по его имени в старой историографии, например, у Н. М. Карамзина, Лаврентьевская летопись называлась Пушкинский список). Последний подарил её Александру I. В 1811 году император передал летопись в Императорскую публичную библиотеку (сейчас Российская национальная библиотека), где рукопись и находится по сей день.
- Впервые полностью опубликована в 1846 году в «Полном собрании русских летописей» (том 1).
- В 1872 году рукопись была частично опубликована фототипическим способом (опубликована летопись только до 1110 года, то есть только «Повесть временных лет»)

### Особенности издания в составе «Полного собрания русских летописей»
Издание в составе Полного собрания русских летописей (ПСРЛ) выполнено по трём спискам, однако можно считать каждый из этих списков самостоятельной летописью:
- Лаврентьевский список. Пергаментный кодекс, сохранилось 173 листа, утеряны 12 листов. Сейчас отсутствуют между листами 9-10 шесть листов о событиях 6406-6429 (898—921) годов, после л. 169 — пять листов о событиях 6771-6791 (1263—1283) годов, после л. 170 — один лист о событиях 6796-6802 (1288—1293) годов[2]. Эти три лакуны в изданиях ПСРЛ восполняются по тексту Радзивилловской летописи[3].

Переписан двумя писцами при незначительном участии третьего, при этом второй писец назвал себя в приписке — это монах Лаврентий (от его имени и происходит название летописи), он указал, что начал работу 14 января, а закончил 20 марта 6885 (1377) года при великом князе Дмитрии Константиновиче и по благословению епископа Суздальского Дионисия. Лаврентий переписал л. 40 об. — 173 об., первый писец — л. 1 об. — 40 об. Чуть позже в летопись вставлены три листа: л. 157 и л. 167 переписаны третьим писцом, а л. 161 — вторым. Текст летописи завершается событиями 6813 (1304) года.
Согласно наиболее распространённому мнению, Лаврентий в точности повторил тверской свод 1304 года. По гипотезе В. Л. Комаровича и Г. М. Прохорова (не принятой Я. С. Лурье и Б. М. Клоссом), рассказ о татарском нашествии 1237—1238 годов подвергся при переписке сильной переработке.
- Радзивиловская летопись. Её текст опубликован в томе I ПСРЛ в виде разночтений, а в томе XXXVIII ПСРЛ полностью.
- Московско-Академическая летопись. Совпадающий текст заканчивается описанием смерти княгини Марии в 1205 году[7]. Дальнейший её текст опубликован отдельно и включает в себя относительно подробное изложение событий 1205—1238 годов (л. 217—246[8]), а также краткую летопись 1239—1419 годов (л. 246—261[9]), последнее известие помечено октябрём 6927 (1418) года. Её единственный список датируется около 1498 года. Анализ разночтений показывает, что Московско-академическая и Радзивиловская летописи заметно ближе друг к другу, чем к Лаврентьевской.

## Содержание

### Краткое описание содержания
- Повесть временных лет. Л. 1об.—96 (стб. 1—286), изложение завершается 6618 (1110) годом, в конце помещена приписка Сильвестра. Таким образом, ПВЛ занимает более половины летописи.
- Летопись с преимущественно южнорусскими известиями (1110—1161 годы). Л. 96—118 (стб. 289—351), далее 1162 и 1163 годы без известий (Летопись идёт сразу без перехода после Повести временных лет).
- Летопись преимущественно об известиях Владимиро-Суздальской Руси (1164—1304 годы). Л. 118—172об. (стб. 351—488), 6 листов утеряно.

В составе летописи — «Повесть временных лет» и последующие летописные статьи, доходящие до 1305 года. Последние, вероятно, были перенесены из Владимирского великокняжеского свода 1305 года, созданного во время правления князя Михаила Ярославича и основанного на своде 1281 года, в 1282—1305 дополненном. Записи, относящиеся к периоду монгольского ига, отражают жестокость татарских завоевателей.
Первоначально летописью описывались события Киевской Руси. В Лаврентьевской летописи не указано в какой город был призван варяг Рюрик. Затем, на протяжении XII века, основной темой летописных статей становится жизнь Владимира; в начале XIII века большое внимание уделено Ростовскому княжеству. Лаврентьевская летопись является одним из ценнейших источников по истории северо-восточной Руси XII века.

### Развёрнутое описание содержания
После названия летописи «Се Повесть временных лет…» идут описания легендарных событий: «О разделении земли сыновьями Ноя после потопа», «О вавилонском столпотворении и разделении народов…», «Описание пути „Из варяг в греки“», «О хождении апостола Андрея в земли полян и словен», «Об основании Киева», описание расселения и обычаев славянских народов, «История о том как хазары взяли дань с полян мечами».
Под 6360 годом идёт первое хронологическое сообщение о воцарении Михаила цезаря (то есть Византийского императора). После этого записи лет идут подряд, даже если под каким-либо годом не описывается никаких событий.
Между 9 и 10 листами рукописи несколько листов утеряно. Из-за этого незакончено повествование за 6406 год и отсутствует описание событий за 6407-6429 годы (текст может быть восполнен из других списков «Повести временных лет»).
Под 1096 годом включён текст «Поучения Владимира Мономаха», письмо Владимира к Олегу и молитва (л. 78-85), отсутствующий в других летописях и вообще каких-либо рукописях.
На листе 94об. под 6614 годом сделана интересная запись о смерти некоего старца Яна, в глубоком возрасте 90 лет, многое из рассказов данного старца «внесено в летописец сей».
На 96 листе между 6618 и 6619 годами имеется колофон, выполненный игуменом Сильвестром о том что он «написал книги си летописец» в 6624 году (писец монах Лаврентий скопировал приписку Сильвестра, как это нередко бывало в средневековой книжности). Считается, что «Повесть временных лет» идёт именно до этой записи.
Помимо механических лакун, в Лаврентьевском списке есть ряд пропусков текстов, восполняемых в её изданиях:
- несколько строк текста за 1088—1089 годы[11].
- несколько строк текста за конец 1197 года[12].
- часть текста за 1203—1205 годы[13].

Вставные тексты:
- Повесть о нашествии Батыя (стб. 460—467).
- Под 1263 годом вставка из «Жития Александра Невского»[14].

Очень кратко изложена Липицкая битва.
На листах 172об и 173 приведён колофон, выполненный монахом Лаврентием, который завершил написание рукописи 20 марта 6885 (1377) года при великом князе Дмитрии Константиновиче и епископе суздальском и новгородском Дионисии.
На завершающих листах 173 и 173об также имеются некоторые записи.

## Хронология известий
Согласно подсчётам Н. Г. Бережкова, в Лаврентьевской летописи за 1110—1304 годы содержится 101 мартовский год, 60 ультрамартовских, 4 года ниже мартовских, 5 пустых, 26 не сохранились.
Группы 6619-6622 (1110—1113), 6626-6627 (1117—1118), 6642-6646 (1133—1137) годов ультрамартовские. 6623-6678 (1115—1170) в целом мартовские. 6679-6714 (1170—1205) в целом ультрамартовские. Но 6686 (1178), 6688 (1180) мартовские.
Третья группа лет: с повторного 6714 до 6771 (1206—1263) мартовские, но среди них 6717 (1208), 6725-6726 (1216—1217), 6740 (1231) — ультрамартовские. Читаемые после лакуны 6792-6793 (1284—1285) мартовские, 6802-6813 (1293—1304) ультрамартовские.

## Издания
- Т.1. I. II. Лаврентьевская и Троицкая летописи.— СПб: Типография Эдуарда Праца, 1846; 2-е изд. / Под ред. Е. Ф. Карского. Вып.1-3. — Л., 1926—1928. (переиздания: М., 1961; М., 1997, с новым предисловием Б. М. Клосса; М., 2001).
- Летопись по Лаврентьевскому списку. Издание Археографической комиссии. — СПб, 1872. (2-е изд. — СПб, 1897).
- Лаврентьевская летопись. Электронное представление рукописного памятника
- Лаврентьевская летопись. (Полное собрание русских летописей. Том первый). Ленинград, 1926—1928

## Важнейшие исследования
- Бережков Н. Г. Хронология русского летописания. — М.: Изд-во АН СССР, 1963.
- Юрьева И. С. Общий текст Киевской и Суздальской летописей. — М.: Институт русского языка им. В. В. Виноградова РАН; Институт всеобщей истории РАН, 2022. — 208 с.
- Гимон Т. В. Летописание Переяславля-Южного в 1110-х — первой половине 1140-х гг. // Graphosphaera. — 2022. — Т. 2, № 2. — С. 146—164.
- Селезнев Ю. В. Лаврентьевская летопись как источник по истории Джучиева Улуса (Орды) // Исторический вестник. — М., 2023. — Т. 45. — С. 88—113.